# Marco Sportiello
Marco Sportiello (Desio, 10 mei 1992) is een Italiaans voetballer die als doelman speelt. Hij verruilde AC Milan in juli 2012 voor Atalanta Bergamo.

## Clubcarrière
Sportiello is een jeugdproduct van Atalanta Bergamo. In 2010 trok hij voor één jaar naar Seregno. Daarna speelde hij een seizoen bij US Poggibonsi. In 2012 keerde hij terug bij Atalanta, dat hem tijdens het seizoen 2012/13 verhuurde aan Carpi FC 1909 in de Lega Pro Prima Divisione, het derde niveau in Italië. Op 19 januari 2014 debuteerde hij voor Atalanta in de Serie A, thuis tegen Cagliari. In 2014 vertrok eerste doelman Andrea Consigli naar US Sassuolo, waarna Sportiello zijn kans greep als eerste doelman.
2 Tolói  ·
3 Kossounou ·
4 Hien ·
5 Posch ·
6 Sulemana ·
7 Cuadrado ·
8 Pašalić ·
9 Scamacca ·
11 Lookman ·
13 Éderson ·
15 De Roon ·
16 Bellanova ·
17 De Ketelaere ·
19 Djimsiti ·
22 Ruggeri ·
23 Kolašinac ·
24 Samardžić ·
27 Palestra ·
28 Patrício ·
29 Carnesecchi ·
31 Rossi ·
32 Retegui ·
42 Scalvini ·
44 Brescianini ·
70 Maldini ·
77 Zappacosta ·
93 Soppy ·
Coach: Gasperini